# Det moderne maleri
Det moderne maleri er en dokumentarfilm fra 1972 instrueret af Helge Ernst efter eget manuskript.

## Handling
Impressionismen:
Det, vi i dag kalder moderne kunst, begynder med impressionisterne. I filmen præsenteres det billede, som gav retningen navn, Claude Monets Impression, soleil levant - indtryk af en solopgang. Videre følger malerier af Alfred Sisley og Camille Pissarro og de øvrige kunstnere, som sluttede op om bevægelsen: Pierre-Auguste Renoir med sine menneskeskildringer, Edgar Degas med motiver hentet fra opera og ballet, væddeløbsbaner og fortovscafeer, Toulouse-Lautrec, som blev en af sin tids skarpeste satirikere og på plakatens område står som nyskaber. 
Neoimpressionisterne, der forsøgte at sætte impressionismen i system, repræsenteres af Paul Signac og Georges Seurat, og filmen slutter ved malerier af Cezanne og Gauguin, der begge strejfede det impressionistiske maleri, men senere fulgte andre tendenser i deres udvikling. 
Ekspressionismen: Van Gogh blev banebryder for det ekspressionistiske maleri, og i filmen kan man følge hans udvikling. Ekspressionismen er ikke knyttet til et bestemt formsprog, retningen karakteriseres ved store modsætninger. Navne som Maurice Utrillo, Amedeo Modigliani, Edvard Munch, Emil Nolde, Paul Klee, Henri Matisse og Marc Chagall forekommer i denne sammenhæng, ligesom COBRA-gruppens medlemmer: bl.a. Asger Jorn og Karel Appel. Picasso er selvsagt også med. 
Dada og surrealismen: Surrealismen betragtes af mange som et højdepunkt af uforståelighed inden for den moderne kunst. I filmen forsøges en tilnærmelse, og gennem et par eksempler påvises tilfælde i verdenskunsten, hvor bl.a. Hieronymus Bosch i 1400-tallet malede billeder med samme gådefulde indhold. Freud og psykoanalysen har stået fadder til den moderne surreale kunst, men den har rige aspekter og rummer både en Miros farveglade lærreder, og de belgiske René Magritte og Paul Delvaux' mere morbide værker. Billeder af Salvador Dali slutter filmen, og han citeres for sin udtalelse om, at "skønheden er summen af vore perversiteter".